# 竹步
竹步，古国名，伊斯兰城邦国。故地在今非洲东岸索马里南部朱巴河河口一带。
竹步国原为黑人地。同古代木骨都束国接界。公元前后有阿拉伯人、波斯人移居，11世纪末、12世纪为伊斯兰城邦国。明朝初年与中国有交通、贸易往来。永乐年间，曾遣使明朝献方物，郑和下西洋时到过该地，其随员费信所著《星槎胜览》有记叙。当地户口不多，风俗淳朴。地无草木，垒石以居，年年干旱，都和木骨都束相同。所产有狮子、金钱豹、驼蹄鸡、龙涎香、乳香、金珀、胡椒。

## 另見
- 摩加迪沙苏丹国
- 阿居兰苏丹国

## 延伸阅读
[在维基数据编辑]
 《欽定古今圖書集成·方輿彙編·邊裔典·竹步部》，出自陈梦雷《古今圖書集成》
 《明史卷三百二十六》，出自《明史》